# Radioquelle
Als Radioquelle wird in der Radioastronomie ein astronomisches Objekt bezeichnet, das merkliche Radiowellen aussendet. Die stärksten astronomischen Radioquellen sind Sonnen, Supernovae, Quasare und Radiogalaxien.
Die erste am Sternhimmel festgestellte Radioquelle war die diffuse Radiostrahlung unserer Milchstraße (1931/32). Ihr Entdecker Karl Jansky wurde dadurch zum Begründer der Radioastronomie, die sich ab 1950 zu einem rasant wachsenden Teilgebiet der Himmelskunde entwickelte.

## Ursachen astronomischer Radiostrahlung
Solche Himmelskörper werden auch als radiolaut bezeichnet – im Gegensatz zu radioleisen Objekten, die (fast) keine Radiowellen aussenden. Ihre Radiostrahlung kann durch folgende physikalische Mechanismen entstehen:
- thermische Abstrahlung: Aufgrund seiner Eigentemperatur emittiert ein Körper im Kosmos Wärmestrahlung.
- Synchrotronstrahlung: Kosmische Gasnebel befinden sich häufig im Zustand eines Plasmas. Ist gleichzeitig ein Magnetfeld vorhanden, werden die Elektronen (und auch die Ionen) auf Spiralbahnen um die Feldlinien gezwungen und strahlen daher in tangentialer Richtung kontinuierliche Synchrotronstrahlung ab. Die Intensität der Radiowellen nimmt mit der Frequenz ab.
- Gaswolken: Wenn Radioquellen Gaswolken bestrahlen, werden Radiowellen bestimmter Wellenlängen entsprechend dem Spektrum des Gases absorbiert und isotrop wieder abgestrahlt. In "Durchsicht", d. h., wenn eine Radioquelle hinter der Gaswolke steht, beobachtet man Absorptionslinien, in allen anderen Richtungen Emissionslinien, siehe Spektroskopie. Wichtige Wellenlängen sind:
  - die Wasserstofflinie mit einer Wellenlänge von 21,1 cm (1420,40575177 MHz)[1]
  - die CO-Linie mit einer Wellenlänge von 0,260 cm (115271,2 MHz)[2]
  - die OH-Linien mit Wellenlängen von 92 cm, 18,0 cm und 6,29 cm (327 MHz, 1665,402/1667,357 MHz und 4765 MHz)[3]
  - die H2O-Linie mit einer Wellenlänge von 1,35 cm (22,23508 GHz)[4]
- Maser: Ein kosmischer Maser ist eine interstellare Gaswolke, in der durch eine externe Energiequelle eine Besetzungsinversion zwischen zwei Zuständen des Gases herbeigeführt wird. Ähnlich wie bei einem Laser werden hindurchtretende Radiowellen durch stimulierte Emission verstärkt.

## Astronomische Radioquellen
- die Sonne: Im Sonnenfleckenminimum strahlt die ruhige Sonne näherungsweise wie ein schwarzer Körper. Bestimmte Wellenlängenbereiche werden verstärkt abgestrahlt, wenn die Sonne aktiv ist. Darüber hinaus sind Protuberanzen auch im Radiobereich sehr gut beobachtbar. Mit solarer Radioastronomie kann man die Sonne und transiente Ereignisse auf und in ihr beobachten.
- Monde und Planeten: Alle Planeten senden Schwarzkörperstrahlung aus. Darüber hinaus kann man planetare Ereignisse beobachten
  - Jupiter-Bursts
  - Im Dezember 2020 berichteten Astronomen, möglicherweise erstmals Radioemissionen eines Exoplaneten ermittelt zu haben. Diese wurden wahrscheinlich von Elektronen ausgesendet, die sich entlang der Magnetfeldlinien eines Planeten bewegen. Sie untersuchten das nur 51 Lichtjahre entfernte Sternsystem Tau Bootis. Wissenschaftler versuchen seit Jahrzehnten, solche Radiosignale aufzuspüren. Radiowellen-Emissionen könnten ein neuer Weg zur Untersuchung von Exoplaneten werden.[5][6]
  - Im Januar 2021 berichteten Nachrichtenagenturen, dass Wissenschaftler mit der Raumsonde Juno FM-Radioemissionen vom Jupiter-Mond Ganymed entdeckt haben. Den Berichten zufolge ähneln diese sowohl WiFi-Signalen, als auch den seit langem bekannten Radioemissionen des Jupiters und wurden von Elektronen an den Magnetfeldlinien des großen Mondes verursacht. Ein Verständnis der Emissionen kann für die Suche nach ETI und die Analyse von Exoplaneten und Radiosignalen relevant sein.[7][8]
- Supernova-Überreste wie Cassiopeia A und Pulsare in unserer Milchstraße und in anderen Galaxien
- Radiogalaxien und aktive Galaxienkerne, inklusive Quasaren (Kunstwort für Quasi-stellare Objekte).
  - Galaxienzentrum: Galactic Center Radio Transients (GCRTs)[9][10]
- Nähere Umgebung des Galaxienzentrums: 2021 gaben Wissenschaftler die Entdeckung seltsamer Radiowellen – für die noch keine Erklärung gefunden werden konnten und keine „GCRT“ zu sein scheinen – aus der Nähe des galaktischen Zentrums bekannt.[11][10]